# Ivan Svitlyčnyj
Ivan Olexejevyč Svitlyčnyj, ukrajinsky Іван Олексійович Світличний (20. září 1929 Tolokivka, (Luhanská oblast) – 25. října 1992, Kyjev) byl ukrajinský filolog a vědecký pracovník, básník, překladatel z několika jazyků,  účastník literárního obrození Šedesátníků, člen PEN klubu, lidskoprávní aktivista, disident, šiřitel samizdatu, politický vězeň.
Obdržel Cenu Vasyla Stuse (1992) a Národní cenu Tarase Ševčenka (1994). Jeho mladší sestra byla disidentka Nadija Svitlyčna.

## Život
Ivan Svitlyčnyj  pocházel z rolnické rodiny ve vesnici Tolokivka, (Luhanská oblast). Měl mladší sestry Nadiju (1936–2006) a Marii (1932). V době ukrajinského Holodomoru jeho matka pracovala v Donbasu a zachránila rodinu před smrtí hladem. Ve 14 letech roku 1943 nalezl spolu s kamarádem německou munici a když se ji pokusili odpálit, byl zraněn na noze a přišel o několik prstů na ruce. Absolvoval s vyznamenáním Starobilskou střední školu, která tehdy jako jediná v celém rajónu učila v ukrajinštině. V letech 1947–1952 studoval filologii na Katedře ukrajinského jazyka a literatury Charkovské univerzity pod vedením akademika O. Biletského. Roku 1954 obhájil doktorát na Literárním institutu Tarase Ševčenka v Kyjevě. Roku 1956 se oženil s Leonidou Tereščenko.
Byl výkonným sekretářem časopisu Радянське літературознавство (nyní Slovo a čas) a vedoucím kritické redakce časopisu Dnipro. Od roku 1957 byl vědeckým pracovníkem na Institutu Literatury a od roku 1963 vědeckým pracovníkem Institutu Filozofie Ukrajinské Akademie věd. Napsal disertační práci o estetice, která nebyla zveřejněna. Spolu s I. Dzjubou a J. Sverstjukem patřil k mladým nekonformním kritikům. Jako jeden z prvních Ukrajinců navázal kontakty s ruskými disidenty Levem Kopelevem a Larisou Bogorazovou. Po násilné smrti Vasyla Symonenka mu rodina přenechala Symonenkův byt. Spolu se svou sestrou Nadijou vydal v samizdatu Symonenkovy texty „Fragmenty paměti. Deník“, které obsahovaly mnohá politická prohlášení.
V 60. letech byl Ivan Svitlyčnyj organizátorem kulturního a vědeckého života kreativní mládeže. Spolu se svou sestrou Nadijou vedl v Kyjevě Klub tvořivé mládeže „Сучасник“. Vynikal inteligencí a encyklopedickými znalostmi a vlastnil jednu z nejobsáhlejších soukromých knihoven v Kyjevě. Překládal díla českých (Nezval, Halas, Mahen, Hanzlík), slovenských (Rufus) a francouzských autorů (La Fontaine, Béranger, Baudelaire), nebo středověký epos Slovo o pluku Igorově. V jeho bytě vznikl diskusní klub a centrum národnostního uvědomění mladé inteligence (mj. Alla Horska). V klubu nahrál recitace veršů a díky němu se tak zachovaly později ztracené texty. Pomáhal při samizdatové distribuci básní Vasyla Symonenka, které propašoval i do zahraničí. Byl spoluautorem známého samizdatového textu „O procesu s Pogružalskym“. Roku 1963 měl Ivan Svitlyčnyj konflikt s akademikem a ředitelem ústavu I. Bilodidem, ztratil práci editora a pod tlakem KGB i zaměstnání na Institutu. Vykonával pak různá povolání a publikoval pod pseudonymem.
Byl pod neustálým dohledem KGB, telefony jeho sestry i manželky byly odposlouchávány, 31. srpna 1965 byla v jeho bytě provedena domovní prohlídka. 1. září 1965 byl zatčen zároveň s dalšími disidenty, většinou členy Klubu kreativní mládeže ve Lvově (Mychajlo Horyn, Bohdan Horyn, Mychajlo Kosiv) nebo v Kyjevě (Opanas Zalyvacha). Všichni byli obviněni z „antisovětské agitace a propagandy“ a souzeni podle čl. 62, č.1 trestního zákona USSR. Ivan Svitlyčnyj byl nakonec po protestech Mezinárodního kongresu spisovatelů a veřejně známých celebrit (Mykola Amosov, Oleg Antonov, ad.) pro nedostatek důkazů propuštěn 30. dubna 1966. V letech 1966–1971 nemohl nalézt zaměstnání a nesměl publikovat a proto se věnoval distribuci samizdatu. Roku 1968 podepsal „Dopis 139“, jehož signatáři protestovali proti pronásledování ukrajinských a moskevských intelektuálů. Roku 1970 napsal protest proti zatčení Valentyna Moroze adresovaný Olesu Hončarovi.
Při další vlně zatýkání disidentů v lednu 1972 byl zatčen zároveň se svou sestrou Nadijou Svitlyčnou, Jevhenem Sverstjukem, Vasylem Stusem a Vjačeslavem Čornovilem. Na uzavřeném zasedání 27.-29. ledna 1973 byli všichni odsouzeni na 7 let v pracovním táboře se zostřeným režimem a 5 letům vyhnanství za „antisovětskou agitaci a propagandu“ a za šíření samizdatu. Trest odpykával v táborech v Permském regionu (Kučino). Roku 1974 ho převezli do Kyjeva na „reedukaci“, ale když se nedal zlomit, vrátili ho do tábora. Roku 1977 se za něj postavil Andrej Sacharov v dopisu adresovaném prezidentu USA Jimmy Carterovi. 
Přestože měl Ivan Svitlyčnyj vážné zdravotní problémy (onemocnění ledvin, tuberkulóza, bolesti hlavy, krvácení z nosu), musel pracovat s ostatními vězni a byl držen na samotce. Teprve poslední rok strávil v nemocnici. Měl mezi vězni, kteří ho označovali za „svědomí tábora“, nezpochybnitelnou morální autoritu a účastnil se všech protestů a hladovek. I ve vězení psal poezii a také „táborový deník“, který se podařilo propašovat na Západ. Roku 1978 se stal členem mezinárodního PEN klubu. Po skončení trestu byl roku 1979 převezen do vyhnanství ve vesnici Ust-Kan na Altaji, kde pracoval jako noční hlídač a knihvazač v knihovně. Přijela za ním jeho manželka Leonida a s ohledem na jeho zhoršující se zdravotní stav získala roku 1980 povolení přestěhovat se do vesnice Maima poblíž Gorno-Altajsku. 
Během pobytu ve vyhnanství utrpěl dvě mozkové mrtvice, z nichž druhá z 20. srpna 1981 byla devastující. Přežil klinickou smrt, složitou neurologickou operaci v nevyhovujících podmínkách a s kompikacemi a skončil paralyzovaný na sádrovém lůžku. Zachránila ho obětavá péče jeho ženy. Žádost Amnesty International o posouzení jeho zdravotního stavu zamítl nejvyšší velitel KGB Fedorčuk a Ivan Svitlyčnyj zůstal ve vyhnanství do vypršení trestu.
Roku 1984 se vrátil do Kyjeva jako těžký invalida. Roku 1990 byl přijat do Ukrajinského svazu spisovatelů. Během perestrojky se koncem 80. let některá jeho díla objevila i v oficiálním tisku a sbírka „Srdce pro kulky a rýmy“ vyšla roku 1991. Poslední tři roky života se nemohl hýbat a nemohl mluvit. Roku 1992 na následky traumat, která utrpěl během věznění, zemřel v Kyjevě. Je pohřben na Bajkovském hřbitově.
Ivan Svitlyčnyj obdržel posmrtně Cenu Vasyla Stuse a roku 1994 Národní cenu Tarase Ševčenka. Jeho sestra Nadija Svitlyčna připravila s vdovou L. Svitlyčnou vydání sbírky jeho veršů „Mám jen slovo“ (1994), knihu vzpomínek na I. Svitlyčného „Dobrookyj“ (“The man with kind eyes. Memories of Ivan Svitlychny”, 1998) a knihu jeho dopisů z tábora „Nenapsané dopisy nepřicházejí“.

### Ocenění
- 1989 Cena Vasyla Stuse
- 1994 Národní cena Tarase Ševčenka